# 3 volte lacrime
3 volte lacrime è il secondo album del gruppo musicale italiano Diaframma, pubblicato il 22 ottobre 1986.

## Tracce
Testi e musiche di Fiumani, tranne ove indicato.

### Edizione originale
Lato A
1. 3 volte lacrime – 4:47
2. Grafico deposit – 3:31
3. Falso amore – 3:13
4. Libra – 3:04
5. Oceano – 3:55

Lato B
1. Spazi immensi – 4:08
2. Marisa Allasio – 3:26
3. Madre – 5:14
4. Autoritratto – 3:56

### Edizione 1992
1. Tre volte lacrime – 4:24
2. Grafico deposit – 3:31
3. Falso amore – 3:12
4. Libra – 3:04
5. Oceano – 3:53
6. Io ho in mente te – 2:30 (testo: Mogol – musica: Fricker)
7. Hypocratés – 3:37
8. Spazi immensi – 4:07
9. Marisa Allasio – 3:27
10. Madre – 5:14
11. Autoritratto – 4:06

### Edizione 2001
1. Tre volte lacrime – 4:30
2. Grafico deposit – 3:35
3. Falso amore – 3:18
4. Libra – 3:10
5. Oceano – 3:58
6. Spazi immensi – 4:13
7. Marisa Allasio – 3:32
8. Madre – 5:19
9. Hypocratés – 3:45
10. Autoritratto (demo) – 3:10
11. Speranza (demo) – 3:05
12. Libra (demo) – 2:56
13. Spazi immensi (demo) – 4:00
14. Madre (demo) – 3:53
15. Tre volte lacrime (demo) – 4:16
16. Marisa Allasio (demo) – 3:10 – Non segnalata sul retrocopertina

### Edizione 2006
CD
1. Tre volte lacrime – 4:30
2. Grafico deposit – 3:35
3. Falso amore – 3:18
4. Libra – 3:10
5. Oceano – 3:58
6. Spazi immensi – 4:13
7. Marisa Allasio – 3:32
8. Madre – 5:19
9. Autoritratto – 4:08
10. Hypocratés – 3:45
11. Io ho in mente te – 2:34 (testo: Mogol – musica: Fricker)
12. Speranza (demo) – 3:05
13. Falso amore (demo) – 3:19
14. Grafico deposit (demo) – 4:05
15. Spazi immensi (demo) – 4:00
16. Tre volte lacrime (demo) – 4:16
17. Marisa Allasio (demo) – 3:12
18. Libra (demo) – 2:36
19. Hypocratés (demo) – 3:30
20. Oceano (demo) – 3:35

DVD
1. Live a Pisa
2. Poggibonsi (SI) (Brevi estratti live + intervista)
3. Live a Firenze

## Formazione
- Miro Sassolini - voce
- Federico Fiumani - chitarra
- Leandro Braccini - basso
- Alessandro Raimondi - batteria, cori

### Altri musicisti
- Francesco Caudullo - pianoforte
- Ernesto De Pascale - organo, sintetizzatori
- Massimo Altomare - cori
- Francesco Loy - mandolino in Falso amore
- Roberto Buoni - clarinetto in Marisa Allasio

### Produzione
- Ernesto De Pascale - produzione
- Sergio Salaorni - registrazione
- Fabio Galavotti - grafica
- Cesare Dagliana - fotografie